# 平伐佛肚苣苔
平伐佛肚苣苔（学名：Oreocharis pinfaensis），为苦苣苔科马铃苣苔属下的一个植物种。